# Giacinto Scelsi
Giacinto Scelsi (8. januar 1905 – 9. august 1988) var en italiensk komponist der er kendt for sine værker af mikrotonal musik.
Scelsi blev født i landsbyen Pitelli nær La Spezia og tilbragte det meste af sin tid hjemme, hvor han fik undervisning af en privat lærer, der lærte ham latin, skak og fægtning. Senere flyttede familien til Rom, hvor hans musikalske talenter blev opmuntret af private lektioner med Giacinto Sallustio. I Wien, studerede han hos Walter Klein, en elev af Arnold Schönberg.
I sine modne værker udvikler Scelsi den stil, han er kendt for. Som reaktion imod den hidtidige vestlige musikhistories fokus på tonehøjder, baserer Scelsi sin musik på avanceret arbejde med klang og dynamik. Et berømt eksempel er orkesterværket Quattro Pezzi su una nota sola (Fire stykker over en enkelt tone) fra 1959, hvor hver af de fire satser fokuserer på én enkelt tone, der varieres gennem instrumentation, dynamik, rytme og mikrotonale udsving. 